# Theresimima
Theresimima là một chi bướm đêm thuộc họ Zygaenidae.

## Các loài
- Theresimima ampellophaga (Bayle-Barelle, 1808)